# حجمان
حجمان قرية سوريّة تتبع إداريّاً لمحافظة حلب منطقة عفرين ناحية راجو، بلغ تعداد سكانها 131 نسمة حسب التعداد السكاني لعام 2004.